# 극소곡면
극소곡면(極小曲面)은 평균곡률이 0인 곡면이다.

## 종류
전통적인 극소곡면은 다음과 같다.
- 평면
- 현수면(catenoid)
- 나선면(helicoid)

19세기에 발견된 극소곡면이다.
- 슈바르츠 극소곡면
- 리만 극소곡면
- 에네퍼 곡면
- 헤네베르크 곡면
- 부르 극소곡면

현대의 극소곡면이다.
- 자이로이드(Gyroid)
- 안장탑(Saddle tower)
- 코스타 극소곡면
- 천-객스태터 곡면(Chen–Gackstatter surface)

## 같이 보기
- 비눗방울
- 곡률